# Pterocypha gibbosaria
Pterocypha gibbosaria är en fjärilsart som beskrevs av Herrich-Schäffer 1855. Pterocypha gibbosaria ingår i släktet Pterocypha och familjen mätare. Inga underarter finns listade.